# ایتیه سول
ایتیه سول (هلندی: Eetje Sol; ۱۰ ژوئن ۱۸۸۱ – ۲۱ اکتبر ۱۹۶۵) بازیکن فوتبال اهل هلند بود.